# Ulhówek (Lublin)
Pour les articles homonymes, voir Ulhówek.
Ulhówek (prononciation [ulˈxuvɛk]) est un village de la gmina de Ulhówek, du powiat de Tomaszów Lubelski, dans la voïvodie de Lublin, situé dans l'est de la Pologne.
Il est le siège administratif (chef-lieu) de la gmina rurale de Ulhówek.
Ulhówek se situe à environ 26 kilomètres à l'est de Tomaszów Lubelski (siège du powiat) et 123 kilomètres au sud-est de Lublin (capitale de la voïvodie).
Sa population s'élevait à 1 262 habitants en 2008.

## Administration
De 1975 à 1998, le village est attaché administrativement à l'ancienne voïvodie de Zamość.

Depuis 1999, il fait partie de la nouvelle voïvodie de Lublin.